# Gabriel Paletta
Gabriel Alejandro Paletta (ur. 15 lutego 1986 w Buenos Aires) – włoski piłkarz argentyńskiego pochodzenia występujący na pozycji obrońcy we włoskim klubie AC Monza. Wychowanek Banfield, w swojej karierze reprezentował także barwy Liverpoolu, Boca Juniors, Parmy oraz Atalanty BC. Były młodzieżowy reprezentant Argentyny oraz seniorski reprezentant Włoch.